# Dipartimento della Casa e dello sviluppo urbano degli Stati Uniti d'America
Il Dipartimento della Casa e dello Sviluppo Urbano degli Stati Uniti d'America (HUD) (United States Department of Housing and Urban Development) è un dipartimento federale del governo degli Stati Uniti d'America che si occupa delle politiche abitative e della pianificazione urbana.
Il dipartimento si occupa di contribuire alla costruzione di alloggi popolari, di offrire prestiti per la costruzione di strutture sanitarie e la costruzione di edifici destinati alle agenzie federali.
Il dipartimento gestisce anche due compagnie che erogano mutui, la Fannie Mae e la Freddie Mac.
Il corrispettivo dicastero in Italia è rappresentato dall’ex Ministero dei Lavori Pubblici, ora incorporato nel Ministero delle Infrastrutture e dei Trasporti.

## Storia
Il ministero venne creato dalla presidenza di Lyndon B. Johnson nel 1965.
A capo del dipartimento vi è un segretario, che è anche membro del gabinetto governativo. L'attuale Segretario è Scott Turner (Partito Repubblicano).

## Organizzazione
Il dipartimento è strutturato nelle seguenti agenzie:
- Federal Housing Administration: agenzia che si occupa della costruzione di alloggi popolari.
- Office of Public and Indian Housing: agenzia che si occupa di costruire gli edifici per le agenzie federali.
- Office of Fair Housing and Public Opportunity: agenzia che combatte eventuali discriminazioni tra gli affittuari.
- Community Development Block Grants: agenzia che finanzia la costruzione di quartieri.
- Affordable Housing Block Grants: agenzie che finanzia i progetti di sviluppo urbano.
- Ginnie Mae: agenzia che finanzia la costruzione di case a basso prezzo.